# Динаджпурский музей
Динаджпур музей (бенг. প্রিয় দিনাজপুরবাসী) — музей культуры и искусства северного Бангладеш. В нём представлены редкие и интересные скульптуры джайнистов, которые свидетельствуют о восточной школе индийского искусства в VI веке до н. э. Также в музее хранится более 100 мечей Великих Моголов и другие экспонаты, имеющие культурную ценность этого региона.